# Karl-Heinz Knauber
Karl-Heinz Knauber (* 13. Juli 1934) ist ein ehemaliger deutscher Richter.

## Leben
Knauber wurde 1960 an der Juristischen Fakultät der Ludwig-Maximilians-Universität München zum Doktor der Rechte promoviert.
Bis 1989 war Knauber Präsident des Amtsgerichts Freiburg im Breisgau. Vom 2. Januar 1990 bis zum 31. Juli 1994 war er Richter am Bundesgerichtshof.
Am 9. November 1983 wurde Knauber auf Vorschlag der CDU-Fraktion mit 76 von 78 Stimmen vom Landtag von Baden-Württemberg zum stellvertretenden Richter am Staatsgerichtshof für das Land Baden-Württemberg gewählt. Am 19. Oktober 1988 wurde er mit 102 von 109 Stimmen vom Landtag in diesem Amt wiedergewählt. Er amtierte bis zu seinem vorzeitigen Rücktritt am 22. Juni 1990.
Knauber lebt in Kirchzarten.

## Werke
- Zur Reichweite des Art. 7 EG BGB, 1960.
- Zur Geschichte des Badischen Staatsgerichtshofes: 1948–1952, Festschrift für Hans-Joachim Faller zu seinem 68. Geburtstag, 1983.
- gemeinsam mit Norbert Scholl und Winfried Belz: Christentum und Judentum imprimatur, Trier 2018.